# Undeciljon
Undeciljon är talet 1066 i tiopotensnotation, och kan skrivas med en etta följt av 66 nollor, alltså
1 000 000 000 000 000 000 000 000 000 000 000 000 000 000 000 000 000 000 000 000 000 000.
Ordet undeciljon kommer från det latinska prefixet undeca- (elva) och med ändelse från miljon.
En undeciljon är lika med en miljon deciljoner eller en miljondel av en duodeciljon.
En undeciljondel är 10−66 i tiopotensnotation.